# فاريل تريسي
فاريل تريسي (بالإنجليزية: Farrell Treacy)‏ هو متزلج على مسار قصير بريطاني، ولد في 29 أبريل 1995.

## روابط خارجية
- فاريل تريسي على موقع ShortTrackOnLine.info (الإنجليزية)
- فاريل تريسي على موقع اللجنة الأولمبية الدولية (الإنجليزية)
- فاريل تريسي على موقع أوليمبيديا (الإنجليزية)
- فاريل تريسي على موقع اللجنة الأولمبية البريطانية (الإنجليزية)